# Rieszoty (obwód nowosybirski)
Rieszoty (ros. Решёты) – wieś (sieło) w Rosji, w obwodzie nowosybirskim, w rejonie koczkowskim. W 2010 liczyła 2003 mieszkańców.